# Brett Emerton
Brett Michael Emerton (n. el 22 de febrero de 1979 en Bankstown, Sídney, Australia) es un exfutbolista internacional australiano. Jugaba de centrocampista, generalmente en la banda derecha aunque también podía desenvolverse como mediocentro o como defensa, tanto central como lateral derecho. Su último club fue el Sydney FC de la A-League.

## Carrera
Brett Emerton comenzó su carrera profesional en el Sydney Olympic australiano. Tras cuatro campañas en la liga doméstica, Brett dio el salto a Europa en el año 2000 para fichar por el Feyenoord holandés. Con el equipo de Róterdam ganó una Copa de la UEFA en el año 2002 (aunque se perdió la final por sanción) y se proclamó Futbolista Oceánico de ese año.
En julio de 2003, Emerton fichó por el Blackburn ya que su sueño siempre fue, como él mismo dijo, "jugar en la Premiership". Brett debutó oficialmente en agosto de 2003 en Ewood Park ante el Wolves, con 5-1 a favor del Blackburn y con gol de Emerton.
Emerton regresó a Australia después de 11 años, el 25 de agosto de 2011, tras firmar un contrato por tres años con el Sydney FC de la A-League.

### Selección nacional
Emerton ha sido internacional "aussie" en casi todos sus escalafones (sub-17, 20, 23 y absoluta) y ha disputado diversos torneos internacionales. El primero de relevancia lo disputó en los Juegos Olímpicos de Sídney 2000, lugar de nacimiento de Brett, y donde fue capitán de los "olyroos", la selección olímpica australiana. En 2001 fue incluido en la lista para disputar la Copa FIFA Confederaciones 2001 en Corea del Sur.
El jugador consiguió, al igual que el resto de los "socceroos", disputar la fase final del Mundial de Alemania 2006 por primera vez desde 1974. Emerton disputó los tres partidos de la liguilla de grupos contra Japón, Brasil y Croacia, pero se perdió por sanción el histórico encuentro de octavos contra Italia, donde los aussies cayeron 1-0, de penalti y en el último minuto del partido.

## Clubes
| Club             | País         | Año       | Partidos | Goles |
| ---------------- | ------------ | --------- | -------- | ----- |
| Sydney Olympic   | Australia    | 1996-2000 | 94       | 16    |
| Feyenoord        | Países Bajos | 2000-2003 | 121      | 13    |
| Blackburn Rovers | Inglaterra   | 2003-2012 | 257      | 15    |
| Sydney FC        | Australia    | 2012-2013 | 57       | 7     |